# Janvier 1844

## Événements
- France : reprise de Marie Tudor de Hugo.
- France : parution du premier numéro de L'Abolitionniste français

- 15 janvier : rue Richelieu à Paris, inauguration de la Fontaine Molière sculptée par Pradier.

- 29 janvier : mort de l'infante Carlotta sœur et néanmoins ennemie de la reine Christine (mère d'Isabelle II d'Espagne) d'une « rougeole rentrée ». M. Bresson me [c'est Guizot qui parle] disait : « Plus on réfléchit sur cette mort, plus elle frappe comme un grand événement. L'esprit d'intrigue de cette princesse, son activité, son audace nous préparaient plus d'un embarras dans la question du mariage. Il est difficile d'être moins regrettée qu'elle ne l'est. Cette branche de la maison royale n'aura plus d'autre importance que celle qu'il plaira à la reine Christine de lui octroyer. »

## Naissances
- 7 janvier : Bernadette Soubirous, jeune française, visionnaire (1858) puis religieuse(1866), (+1879), canonisée.
- 11 janvier : Amédée Bollée, fondeur de cloches, et inventeur français, spécialisé dans le domaine de l’automobile († 20 janvier 1917).
- 12 janvier : Radovan Miletić, colonel et géographe de l'armée serbe († 1919).
- 13 janvier : Joaquín Rucoba, architecte espagnol († 18 avril 1919).
- 25 janvier : Catherine Breshkovski, révolutionnaire russe († 12 septembre 1934)
- 27 janvier : Numa Droz, homme politique suisse.

## Décès
- 1er janvier : Gustave Maximilien Juste de Croÿ-Solre, cardinal français, archevêque de Rouen (° 12 septembre 1773).
- 27 janvier : Charles Nodier, écrivain français (° 1780).